# Echter Schaf-Schwingel
Der Echte Schaf-Schwingel (Festuca ovina s. str.), auch als Eigentlicher Schwingel oder Gemeiner Schwingel bezeichnet, ist eine Pflanzenart aus der Gattung Schwingel (Festuca) innerhalb der Familie der Süßgräser (Poaceae).

## Beschreibung

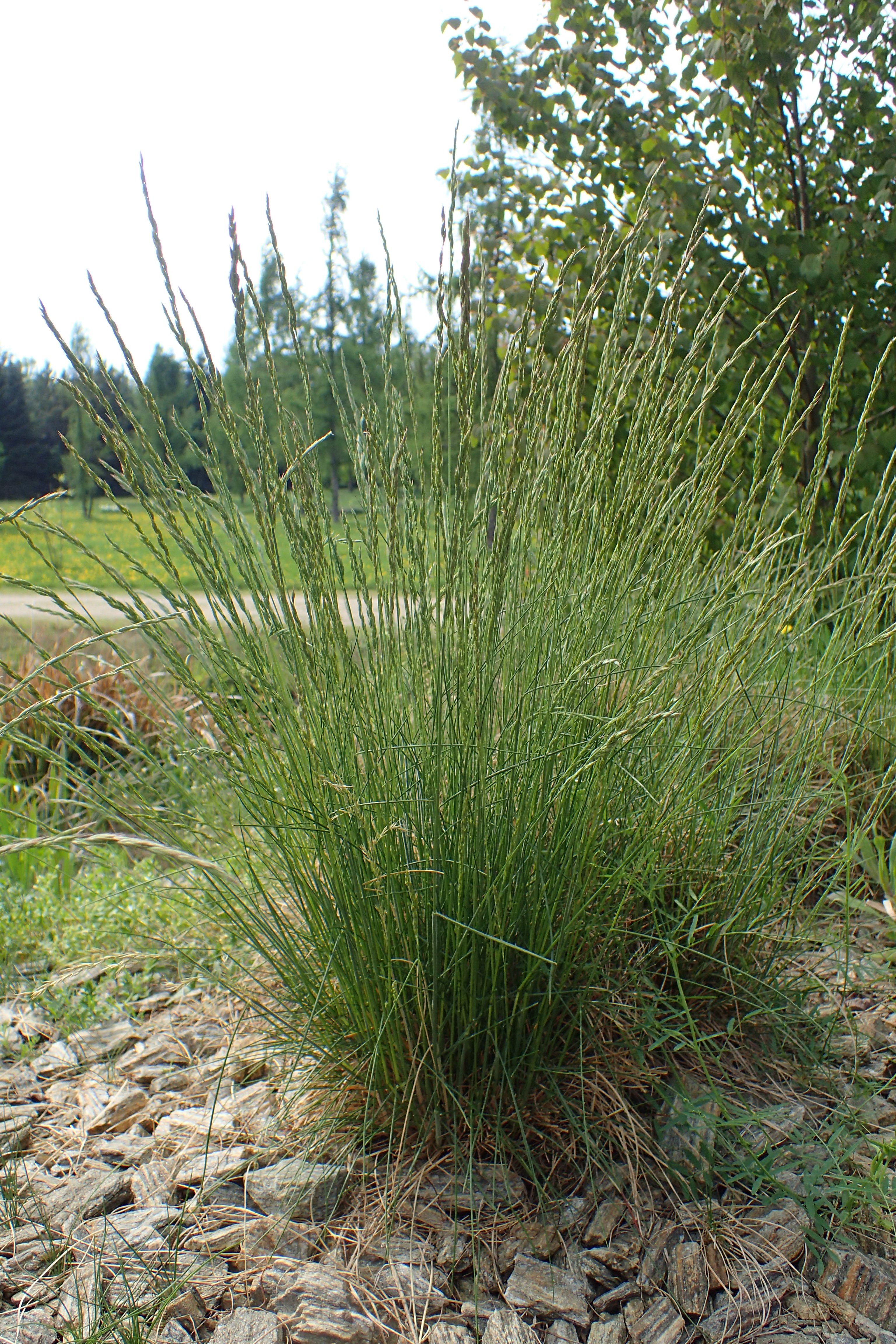
Habitus

### Vegetative Merkmale
Der Echte Schaf-Schwingel ist eine ausdauernde krautige Pflanze, die Wuchshöhen von 5 bis 30, zuweilen bis 60 Zentimetern erreicht. Er bildet dichte, frisch-grüne meist unbereifte, höchstens gräuliche Horste aus. Erneuerungssprosse wachsen nur innerhalb der unteren Blattscheiden empor, sodass der Echte Schaf-Schwingel ohne Stolonen und Rhizome bleibt. Die Halmen sind aufrecht und steif. Unterhalb des Blütenstandes sind die Halme kantig rau oder mit sehr kurzen Haaren übersät, zuweilen auch glatt.
Die Blattscheiden sind bis zur Basis hin offen und nur am Grund geschlossen. Die glatten Blattscheiden tragen am oberen Ende zwei seitliche kleine Öhrchen, die am Rand fein bewimpert sind. Das Blatthäutchen ist ein 0,1 bis 0,2 Millimeter langer häutiger Saum. Die sehr dünnen, haar- oder borstenähnlichen Blattspreiten sind bei einer Länge von 3 und 25 Zentimeter sowie einem Durchmesser von 0,3 bis 0,6 Millimeter im Querschnitt herzförmig oder eiförmig scharf und fest zusammengefaltet. Die Spreitenspitzen sind stumpf und rau. Oberseits sind sie sehr kurz behaart oder zumindest rau, unterseits aber kahl. Die Spreite hat fünf Leitbündel, auf der Oberseite eine Rippe und zwei Furchen. Die Sklerenchymfasern bilden über der unteren Epidermis einen geschlossenen, seltener unterbrochenen, gleichmäßig dünnen Ring.

### Generative Merkmale
Die Blütezeit reicht von Mai bis Juli. Der aufrechte, rispige Blütenstand ist grün, aber häufig violett überlaufen und bei einer Länge von 3 bis 12 Zentimetern lanzettlich und dicht zusammengezogen und nur zur Anthese etwas ausgebreitet. Die Seitenäste stehen einzeln und sind rau. Die Ährchenstiele sind 1 bis 3 Millimeter lang. Die elliptisch bis länglichen Ährchen enthalten drei bis neun Blüten. Die untere lanzettliche Hüllspelze ist 2 bis 3 Millimeter lang und einnervig. Die obere Hüllspelze ist 3 bis 4 Millimeter lang und dreinervig. Die auf dem Rücken gerundeten Deckspelzen sind 2,6 bis 4,5 Millimeter lang und kahl, nahe der Spitze rau und fünfnervig. Sie tragen feste, 0,5 bis 2 Millimeter lange Grannen. Die Staubbeutel sind 2 bis 2,5 Millimeter lang. Der Fruchtknoten ist kahl.
Die Chromosomenzahl beträgt 2n = 14 oder 28.

## Ökologie
Beim Echten Schaf-Schwingel handelt es sich um einen Hemikryptophyten. Die Bestäubung erfolgt durch den Wind.

## Vorkommen und Gefährdung
Der Echte Schaf-Schwingel ist ein nordisch-eurasiatisches Florenelement. Er ist in Nord-, West- und Mitteleuropa sowie im gemäßigten Asien bis nach Japan und in die Volksrepublik China weitverbreitet. In Südeuropa von Frankreich bis zum Balkan fehlt diese Art. Synanthrope Vorkommen finden sich in Nordamerika und Australien.
Der Echte Schaf-Schwingel wächst gewöhnlich auf nährstoffarmen, basenarmen, gut durchlässigen und trockenen, flachgründigen Sand- oder Lehmböden.
Der Echte Schaf-Schwingel ist eine Licht- bis Halbschattenpflanze. Er wächst vor allem in sonnigen Eichenmisch- und Kiefernwäldern, auf Lichtungen oder an Waldrändern sowie auf Böschungen und in Heiden sowie in Magerrasen. Der Echte Schaf-Schwingel gilt als Degenerations- und Verhagerungszeiger. Die Zeigerwerte nach Ellenberg sind: L-7, T-x, K-3, F-x, R-3, N-1, S-0b.
Der Echte Schaf-Schwingel ist gesellschaftsvag, das heißt, er kommt in vielen verschiedenen Pflanzengesellschaften vor. Oft ist er mit Rotem Straußgras (Agrostis capillaris), Breitblättrigem Thymian (Thymus pulegioides), Borstgras (Nardus stricta), Kleinem Sauerampfer (Rumex acetosella), Besenheide (Calluna vulgaris) und Gewöhnlichem Flügelginster (Chamaespartium sagittale) assoziiert.
Die Kenntnis zur Verbreitung des Echten Schaf-Schwingels in Deutschland ist noch ungenügend, sodass eine Einschätzung der Gefährdung schwierig ist. In Mecklenburg-Vorpommern und Hamburg wird der Echte Schaf-Schwingel auf der Roten Liste gefährdeter Gefäßpflanzen als gefährdet geführt (Gefährdungskategorie 3). Deutschlandweit gilt sie als ungefährdet.

## Systematik
Die Erstveröffentlichung von Festuca ovina erfolgte 1753 durch Carl von Linné in Species Plantarum, Tomus I, Seite 73.
Die Art Festuca ovina (s. str.) gehört zur Artengruppe der Schaf-Schwingel (Festuca ovina agg.).
Je nach Autor gibt es einige Unterarten:
- Festuca ovina subsp. firmulacea (Markgr.-Dann.) Prob.: Sie kommt in Litauen, Lettland, Russland und in der Schweiz vor.[3]
- Festuca ovina subsp. maroccana (St.-Yves) Dobignard: Sie kommt nur in Marokko vor.[3]
- Festuca ovina subsp. molinieri (Litard.) O.Bolòs & Vigo: Sie kommt in Frankreich und in Irland vor.[3]
- Festuca ovina L. subsp. ovina[3]
- Festuca ovina subsp. rastetteri Boeuf & Hardion: Sie wurde 2022 aus Frankreich erstbeschrieben.[3]
- Festuca ovina subsp. ruprechtii (Boiss.) Tzvelev: Sie kommt in Russland und im Kaukasusraum vor.[3]
- Festuca ovina subsp. supina (Schur) Oborny: Sie kommt in Tschechien, Österreich, Serbien und Rumänien vor.[3]

## Verwendung
Der Echte Schaf-Schwingel kommt meist auf extremen Standorten vor, wo anspruchsvollere Futtergräser nicht mehr gedeihen und er von diesen nicht verdrängt werden kann. Er wird selbst von Schafen nur ungern gefressen. Auch das Heu gilt als minderwertig. Der Schaf-Schwingel behindert mit seinem dichten Stand und schlecht zersetzbaren Resten den Wasser- und Luftwechsel im Boden. Er wird aber als Untergras für sonnige, trockene Lagen auf nährstoffarmen Böden empfohlen. Auch zur Bodenbefestigung auf trockenen Hängen und Böschungen ist der Echte Schaf-Schwingel in Saatgutmischungen von Bedeutung.

## Trivialnamen
Für den Echten Schaf-Schwingel bestehen bzw. bestanden auch die weiteren deutschsprachigen Trivialnamen: Falk (Kärnten), Hartgras (Schlesien), Lulch (Ostpreußen), Schafschwingel (Schlesien) und Schwingel.